# Ferdinand von Wolff-Metternich (Politiker, 1855)
Freiherr Ferdinand von Wolff-Metternich (* 3. Februar 1855 in Benrath; † 12. Juli 1919 auf Gut Seelen bei Xanten) war ein deutscher Gutsbesitzer, Oberförster und Mitglied des Deutschen Reichstags.

## Leben
Ferdinand von Wolff-Metternich besuchte das Collegium Augustinianum Gaesdonck, die Rheinische Ritterakademie zu Bedburg und die Königlich Preußische Forstakademie Hannoversch Münden. Er war Oberleutnant der Reserve des Husaren-Regiments Kaiser Nicolaus I. (Westfälisches) Nr. 8. und Träger der Landwehr-Dienstauszeichnung II. Klasse. Zwischen 1904 und 1918 war er Oberförster in Morbach.
Von 1903 bis 1918 war er Mitglied des Preußischen Abgeordnetenhauses, und von 1903 bis 1912 war er Mitglied des Deutschen Reichstags für den Wahlkreis Regierungsbezirk Trier 2 Wittlich, Bernkastel, und die Deutsche Zentrumspartei.